# Воля-Рожкова
Воля-Рожкова (пол. Wola Rożkowa) — село в Польщі, у гміні Кобелі-Великі Радомщанського повіту Лодзинського воєводства.
Населення — 323 особи (2011).
У 1975-1998 роках село належало до Пйотрковського воєводства.

## Демографія
Демографічна структура станом на 31 березня 2011 року:
|          | Загалом | Допрацездатний вік | Працездатний вік | Постпрацездатний вік |
| -------- | ------- | ------------------ | ---------------- | -------------------- |
| Чоловіки | 162     | 32                 | 106              | 24                   |
| Жінки    | 161     | 31                 | 90               | 40                   |
| Разом    | 323     | 63                 | 196              | 64                   |